# Caprella okadai
Caprella okadai is een vlokreeftensoort uit de familie van de Caprellidae. De wetenschappelijke naam van de soort is voor het eerst geldig gepubliceerd in 1930 door Arimoto.